# Frankrijk op het Eurovisiesongfestival 2023

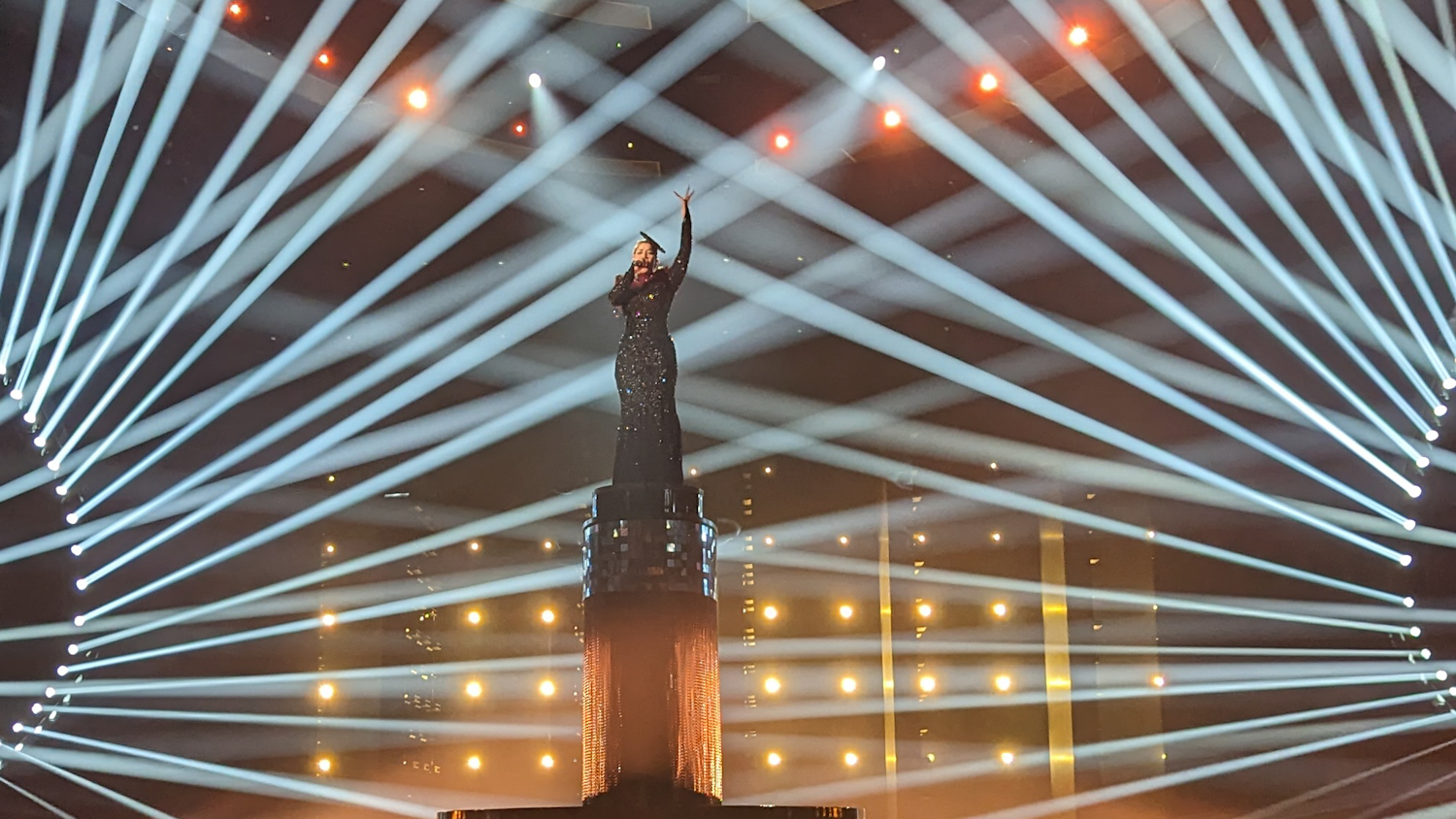
La Zarra tijdens de repetities in Liverpool.

Frankrijk nam deel aan het Eurovisiesongfestival 2023 in Liverpool, Verenigd Koninkrijk. Het was de 65ste deelname van het land op het Eurovisiesongfestival. France 3 was verantwoordelijk voor de Franse bijdrage voor de editie van 2023.

## Selectieprocedure
Op 12 januari 2023 gaf de Franse nationale omroep France 3 te kennen te zullen deelnemen aan de volgende editie van het Eurovisiesongfestival. Hierbij werd meteen bekend gemaakt dat de nationale finale die voorgaande jaren dienstdeed als selectiemethode was komen te vervallen. Intern werd gekozen voor  de Frans/Canadese zangeres La Zarra. De 25-jarige zangeres is geboren in Canada en heeft een platencontract bij Polydor Frankrijk. De zangeres kreeg bekendheid door “The Voice”. In het voorjaar van 2021 verscheen “Tu t’en iras”, waarvan de videoclip een succes werd op YouTube. Het debuutalbum van de zangeres wordt begin 2023 verwacht.
Op 19 februari werd door de Franse omroep heeft het lied van La Zarra gepresenteerd met als titel: Évidemment.

## In Liverpool
Frankrijk trad direct aan in de finale op zaterdag 13 mei. La Zarra zong als zesde, tussen Servië en Cyprus. De zangeres eindigde echter op de 16de plaats met 104 punten. Bij het verkrijgen van de lage punten stak de zangeres een middelvinger omhoog, vermoedelijk uit teleurstelling doordat de zangeres op voorhand als één van de topfavorieten gezien werd.
1956 · 1957 · 1958 · 1959 · 1960 · 1961 · 1962 · 1963 · 1964 · 1965 · 1966 · 1967 · 1968 · 1969 · 1970 · 1971 · 1972 · 1973 · 1974 · 1975 · 1976 · 1977 · 1978 · 1979 · 1980 · 1981 · 1982 · 1983 · 1984 · 1985 · 1986 · 1987 · 1988 · 1989 · 1990 · 1991 · 1992 · 1993 · 1994 · 1995 · 1996 · 1997 · 1998 · 1999 · 2000 · 2001 · 2002 · 2003 · 2004 · 2005 · 2006 · 2007 · 2008 · 2009 · 2010 · 2011 · 2012 · 2013 · 2014 · 2015 · 2016 · 2017 · 2018 · 2019 · 2020 · 2021 · 2022 · 2023 · 2024 · 2025
Albanië · Armenië · Australië · Azerbeidzjan · België · Cyprus · Denemarken · Duitsland · Estland · Finland · Frankrijk · Georgië · Griekenland · Ierland · IJsland · Israël · Italië · Kroatië · Letland · Litouwen · Malta · Moldavië · Nederland · Noorwegen · Oekraïne · Oostenrijk · Polen · Portugal · Roemenië · San Marino · Servië · Slovenië · Spanje · Tsjechië · Verenigd Koninkrijk · Zweden · Zwitserland